# 巴尼正傳
《巴尼正傳》（英語：Barney's Version）是一部2010年加拿大喜劇電影，導演是Richard J. Lewis，改編自Mordecai Richler的同名小說。這部電影獲得金獅獎的提名。